# Стахановский завод технического углерода
Стахановский завод технического углерода, промышленное предприятие в городе Стаханов Луганской области.

## История
Сажевый завод был построен на юго-западной окраине города Кадиевка в соответствии с четвёртым пятилетним планом восстановления и развития экономики СССР. В марте 1948 года здесь была построена трансформаторная станция, в апреле 1948 года началось строительство основных сооружений завода. Весной 1950 года завод был введён в эксплуатацию и 19 марта 1950 года произвёл первую продукцию, которой являлась антраценовая сажа.
Большинство рабочих нового завода в первые годы составляли колхозники из Полтавской области, а также выпускники ремесленных училищ Рубежного и Верхнего Луганской области.
В дальнейшем, ассортимент выпускаемой продукции расширялся, в 1959 году завод производил три вида сажи (антраценовую, ламповую и форсуночную). В марте - апреле 1960 года завод освоил производство сульфогидрата натрия для выпуска красителей. Кроме того, в 1960 году предприятие было газифицировано и в производственных процессах начали использовать природный газ.
По состоянию на начало 1964 года основной продукцией завода являлась сажа, которая использовалась в производстве резины, автомобильных шин, пластмасс, линолеума, лаков, красок, граммофонных пластинок, электродов, угольных щёток, сухих и наливных элементов. 80% выпускаемой сажи потребляли предприятия резиновой промышленности.
После того, как 15 февраля 1978 года Кадиевка была переименована в город Стаханов, завод получил название «Стахановский завод технического углерода».
В целом, в советское время завод являлся одним из крупнейших предприятий города.
После провозглашения независимости Украины завод стал единственным производителем порошка технического углерода на территории Украины. В дальнейшем, государственное предприятие было преобразовано в открытое акционерное общество.
В мае 1995 года Кабинет министров Украины утвердил решение о приватизации завода.
В августе 1997 года завод был включён в перечень предприятий и организаций, имеющих стратегическое значение для экономики и безопасности Украины.

## Деятельность
Завод производил порошок технического углерода и невулканизированную резину.